# Śluza II Św. Trójcy
Śluza II „Grottgera” – niezachowana śluza na Kanale Bydgoskim.
Stanowiła jedną z budowli hydrotechnicznych starego odcinka Kanału Bydgoskiego, wyłączonego z eksploatacji w 1915 roku.
Jest to dawna trzecia śluza drogi wodnej Wisła-Odra. Istniała w latach 1774–1972.

## Lokalizacja
Śluza znajdowała się w Bydgoszczy,  przy ul. Grottgera, ok. 200 m na zachód od Śluzy Miejskiej.

## Historia
Śluzę wybudowano w latach 1773–1774 jako drewnianą. Formę murowaną nadano budowli w latach 1803–1810, kiedy dokonano pierwszej przebudowy drogi wodnej Wisła-Odra. Eksploatowana była z przeznaczeniem dla barek o ładowności do 200 ton do roku 1915, kiedy oddano nowy odcinek Kanału z nowo wybudowanymi śluzami Okole i Czyżkówko. Do końca lat 40. XX w. wykorzystywana była awaryjnie. Ostateczne wyłączenie z eksploatacji nastąpiło pod koniec lat 60. XX w.
W latach 1970–1972 śluzę zasypano wraz z 500-metrowym odcinkiem Kanału Bydgoskiego z powodu budowy węzła drogowego tzw. grunwaldzkiego. Pod koniec 2010, w czasie budowy linii tramwajowej do dworca PKP, po zerwaniu asfaltu po północnej stronie jezdni ulicy Focha ukazał się fragment muru ceglanego północnej głowy górnych wrót śluzy.
Do czasów obecnych zachował się fragment akwenu prowadzącego z Brdy w stronę śluzy. Istniejący tu dawniej dom śluzowego został rozebrany w dniach 15–17 lipca 2013. Był on zbudowany z czerwonej licowanej cegły, pokryty dachówką, otoczony ogrodem. Schowany był za wysokim ceglanym murem ze stalową bramą wejściową od ul. Grottgera. Stylistyką nawiązywał do podmiejskiej architektury willowej z końca XIX w. Zdobiły go ceglane motywy, drewniane detale umieszczone były na styku połaci dachowych.

### Most przy śluzie
Od końca XVIII wieku przy głowie dolnej śluzy znajdował się most dla pieszych. W 1836 r. zbudowano most drogowy o nawierzchni kamiennej z chodnikami dla pieszych, oparty na ceglanych przyczółkach. W latach 1962–1964 Płockie Przedsiębiorstwo Robót Mostowych rozebrało starą konstrukcję i wzniosło nowy most w formie żelbetowej, jednoprzęsłowej, opartej na starych przyczółkach. Rozbiórka mostu nastąpiła w 1980 roku w związku z budową mostów północnych i tramwajowych w ciągu ulicy marszałka Focha.

## Charakterystyka
Była to śluza komorowa o konstrukcji ceglanej. Posiadała zamknięcia w postaci drewnianych wrót wspornych dwuskrzydłowych. Zasuwy umożliwiające regulację przepływu wody i napełnianie komory posiadały napęd ręczny. Śluza dysponowała dwoma kładkami technologicznymi na głowie dolnej i górnej, rozchylane razem z wrotami. Ponadto przy głowie dolnej znajdował się mostek dla pieszych łączący ulicę Grottgera z ul. marszałka Focha

## Galeria

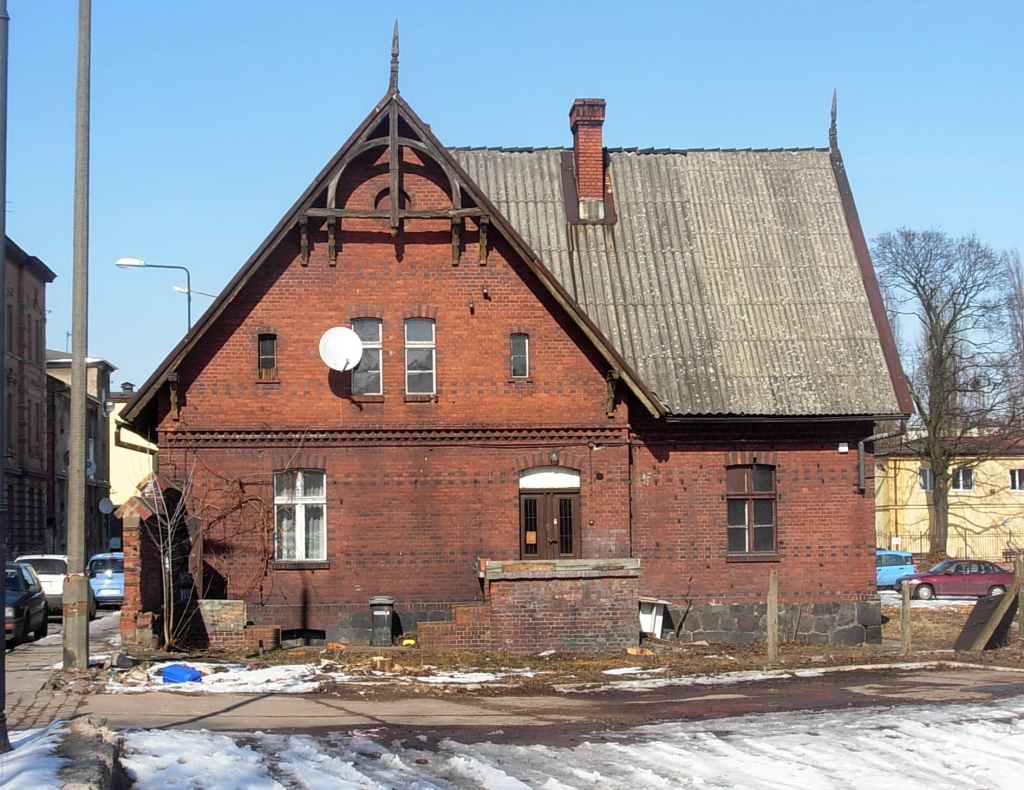
Istniejący do VII 2013 dom śluzowego przy ul. Grottgera
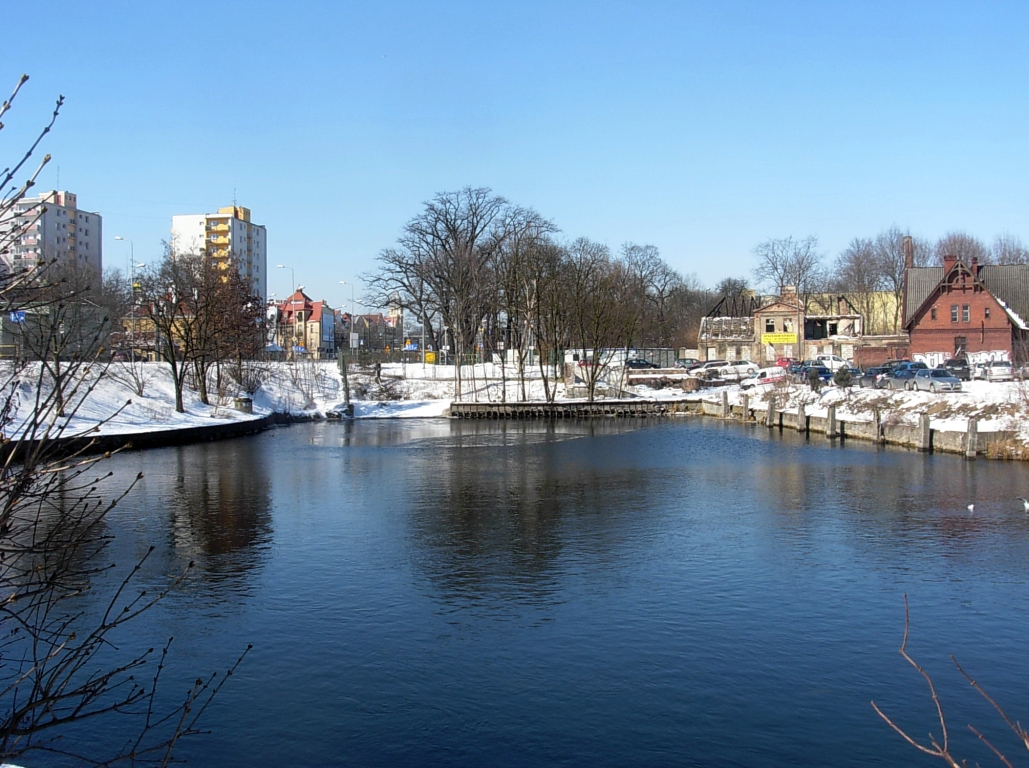
Akwen prowadzący w stronę śluzy II
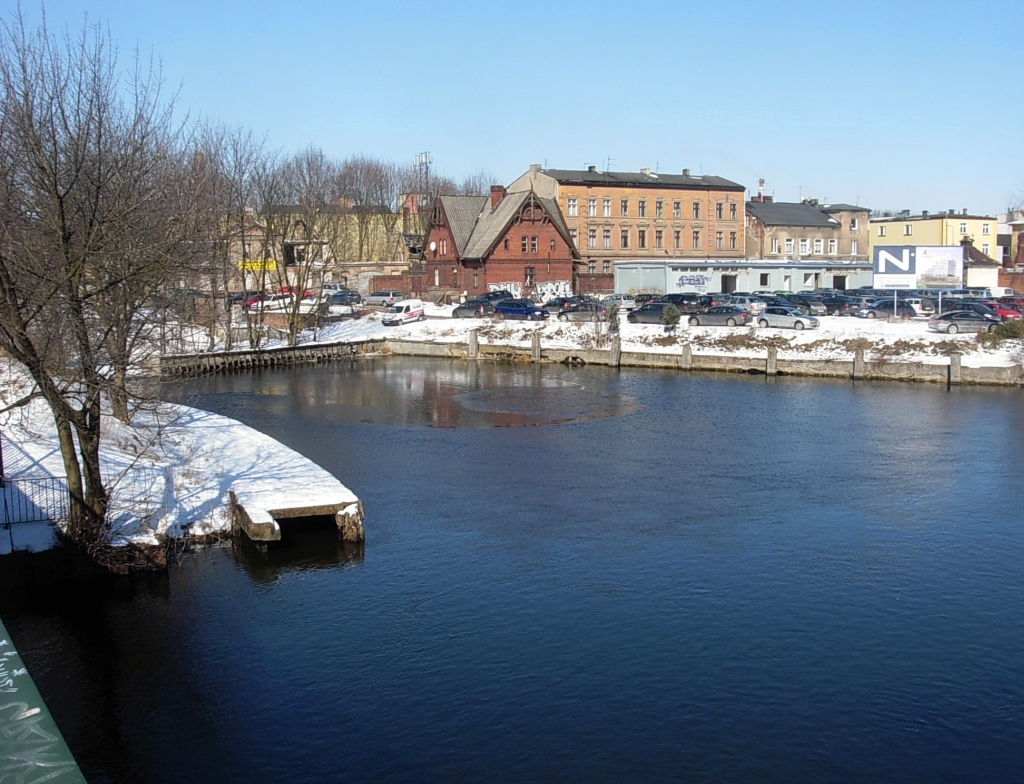
Akwen
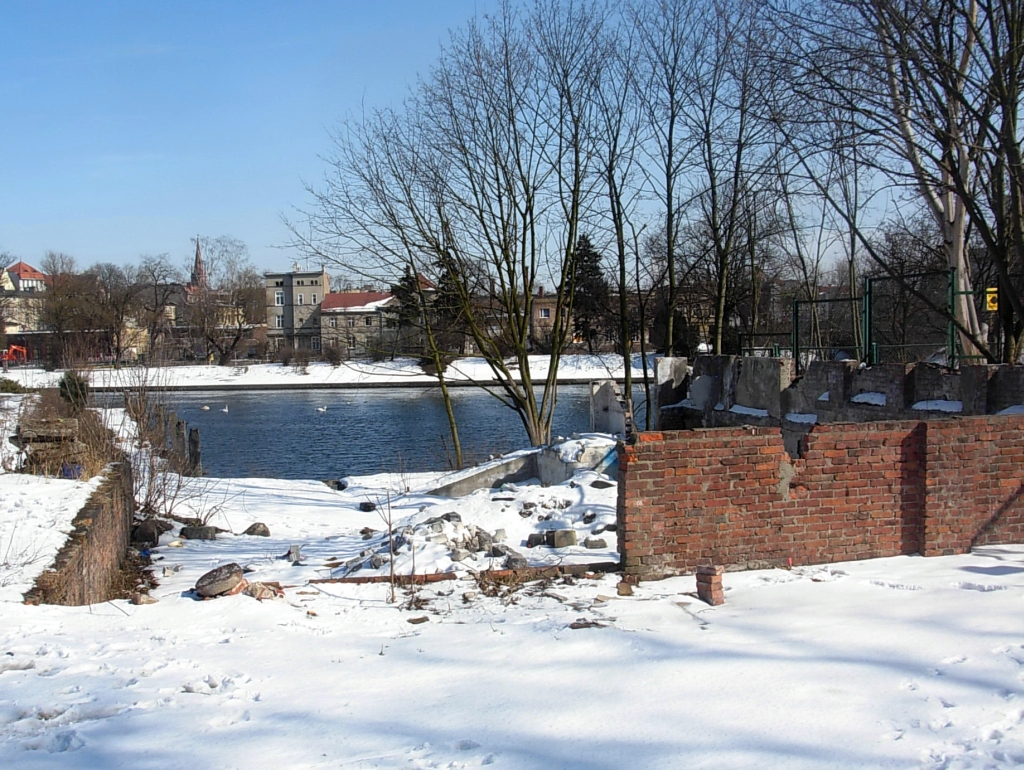
Pozostałości po śluzie